# Universitat Lliure d'Amsterdam
|  | No s'ha de confondre amb Universitat d'Amsterdam. |

La Universitat Lliure d'Amsterdam, oficialment en neerlandès Vrije Universiteit Amsterdam (VU o VU Amsterdam) és una universitat pública de recerca d'Amsterdam, Països Baixos, fundada el 1880, que se situa constantment entre les 150 millors universitats del món segons les principals taules de classificació. La VU és una de les dues grans universitats de recerca finançades amb fons públics de la ciutat, l'altra és la Universitat d'Amsterdam (UvA). La traducció literal del nom holandès Vrije Universiteit és "Universitat Lliure". "Lliure" es refereix a la independència de la universitat tant de l'Estat com de l'Església reformada holandesa. Tant dins com fora de la universitat, la institució es coneix habitualment com "la VU". Tot i que es va fundar com una institució privada, la VU ha rebut finançament del govern en paritat amb les universitats públiques des de 1970. La universitat es troba en un campus urbà compacte al barri sud de Buitenveldert d'Amsterdam i al costat del modern districte de negocis de Zuidas.
A l'octubre de 2021, la VU tenia 29.796 estudiants registrats, la majoria dels quals eren estudiants a temps complet. Aquell any, la universitat tenia 2.263 professors i investigadors, i 1.410 empleats administratius, administratius i tècnics, basats en unitats FTE. La dotació anual de la universitat per al 2014 va ser d'uns 480 milions d'euros. Unes tres quartes parts d'aquesta dotació són finançament públic; la resta es compon de les taxes de matrícula, beques de recerca i finançament privat.
El segell oficial de la universitat es titula La Verge al Jardí. Escollit personalment per Abraham Kuyper, el líder protestant reformat i fundador de la universitat, representa una verge que viu en llibertat en un jardí mentre apunta cap a Déu, fent referència a la Reforma protestant als Països Baixos als segles XVI i XVII. El 1990, la universitat va adoptar el mític griu com a emblema comú.